# Black Lakes
Black Lakes är sjöar i Kanada.   De ligger i provinsen Ontario, i den sydöstra delen av landet, 1 400 km väster om huvudstaden Ottawa. Black Lakes ligger 373 meter över havet. Arean är 0,27 kvadratkilometer. De ligger vid sjöarna  Brown Trout Lake och Walleye Lake. Den sträcker sig 0,6 kilometer i nord-sydlig riktning, och 0,7 kilometer i öst-västlig riktning.
I omgivningarna runt Black Lakes växer i huvudsak blandskog. Trakten runt Black Lakes är nära nog obefolkad, med mindre än två invånare per kvadratkilometer.